# بقعاء
بقعاء (به عربی: بقعاء) یک منطقهٔ مسکونی در عربستان سعودی است که در استان حائل واقع شده‌است.